# Locomotiva FS R.440
La locomotiva R.440 è una locomotiva a vapore, a scartamento ridotto, articolata (Mallet) che ha prestato servizio sulle linee a scartamento ridotto della Sicilia e dell'Eritrea, ex colonia italiana.

## Storia
Le locomotive del gruppo R.440 vennero progettate e costruite sulla base di uno specifico progetto che prevedeva facilità di inscrizione in curva e basso peso assiale; questo venne elaborato intorno agli anni dieci per l'uso in alcune ferrovie secondarie della rete a scartamento ridotto anche se il primo lotto di 12 locomotive costruito dalla Ansaldo venne assegnato a vari usi tra cui le linee di cantiere dell'Appennino per la costruzione della Direttissima Bologna-Firenze. La loro assegnazione ad uso treni viaggiatori e merci venne fatta successivamente alla Ferrovia Palermo-Corleone-San Carlo dove fecero capo al deposito locomotive di Sant'Erasmo di Palermo.
Le locomotive sembra non abbiano dato buona prova di sé in termini di prestazioni, pur risultando di buona inscrivibilità sulle strette curve della linea a scartamento ridotto siciliana.
Verso la fine degli anni venti le varie serie di locomotive R.440 vennero trasferite tutte nelle linee ferroviarie della colonia Eritrea per le linee Massaua-Asmara e Asmara-Biscia. Ad esse si aggiunse successivamente un altro quantitativo di locomotive derivate, costruito probabilmente dalle Officine Meccaniche Reggiane. Alcune di esse sono sopravvissute fino ad oggi.

## Caratteristiche
Le R.440 erano locotender a doppia espansione articolate, sistema Mallet, con 2 serie di motori a 2 cilindri esterni che sfruttavano i due stadi di pressione. I quattro assi erano quindi accoppiati a due a due con proprio biellismo motore. Il tipo di costruzione che alleggeriva la struttura complessiva permetteva un peso per asse contenuto al di sotto di 9,5 tonnellate per asse. Il motivo dello scarso risultato nell'esercizio pratico in Sicilia fu determinato dalla scarsa potenza della locomotiva che a fronte della complicazione meccanica non offriva migliori prestazioni rispetto alle normali locotender a 3 assi. Le locomotive erano dotate di ampie casse d'acqua e di buone scorte di carbone.
Le R.440 vennero trasferite a far servizio sulle linee coloniali dove furono utilizzate spesso in doppia trazione.

## Deposito Locomotive di assegnazione
- Deposito Locomotive di Palermo Sant'Erasmo
- Deposito locomotive di Asmara